# حسن دياب
حسن دياب (من مواليد 20 نوفمبر 1953) هو أكاديمي لبناني عمل أستاذاً لعلم الاجتماع بجامعة كارلتون في أوتاوا أونتاريو بكندا. في عام 2008 طلبت فرنسا تسليمه لتورطه المزعوم في تفجير كنيس باريس عام 1980، بعد جلسة استماع مطولة لتسليم المجرمين في 6 يونيو 2011 وصف قاضي التسليم الكندي الأدلة بأنها «معقدة ومربكة للغاية، مع استنتاجات مشبوهة» وذكر أن «فرص الإدانة في سياق محاكمة عادلة تبدو غير مرجحة». ومع ذلك قال القاضي إن تفسيره لقانون تسليم المجرمين في كندا لم يترك له خيارًا سوى إلزام دياب بالتسليم.
في 4 أبريل 2012 أمر وزير العدل روب نيكولسون بتسليم دياب إلى فرنسا، وتم رفض طلب دياب المقدم إلى محكمة استئناف أونتاريو ورفضت محكمة كندا العليا سماع القضية، في 14 نوفمبر 2014 تم ترحيله إلى فرنسا حيث سُجن لمدة 3 سنوات وشهرين بينما استمر التحقيق.
منذ ذلك الحين كشف أربعة قضاة فرنسيين في مجال مكافحة الإرهاب عن شهادات من عدة أفراد قائلين إن دياب كان في لبنان وقت التفجير، وكذلك سجلات الجامعة التي أظهرت أنه كتب واجتاز الاختبارات في بيروت في ذلك الوقت ولم يكن من الممكن أن يكون في باريس.
أصدرت أوامر بالإفراج المشروط عنه تحت المراقبة الإلكترونية ثماني مرات، وتم الطعن فيها من قبل المدعي العام وإبطالها من قبل محكمة الاستئناف.
في 12 كانون الثاني /يناير 2018 أسقطت السلطات الفرنسية جميع التهم الموجهة إلى حسن دياب بحجة عدم وجود أدلة،  وفي 14 يناير عاد دياب إلى كندا، وفي 17 يناير عقد الدكتور دياب ولجنته بيانًا صحفيًا في مكتب منظمة العفو الدولية في كندا.
حُكم عليه في عام 2023 بالسجن مدى الحياة..

## النشأة والتعليم
ولد دياب في لبنان ودرس علم الاجتماع في الجامعة الأمريكية في بيروت، وحصل على درجة الدكتوراه من جامعة سيراكيوز في سيراكيوز نيويورك، وأصبح مواطنا كنديا في عام 1993 وانتقل إلى أوتاوا في عام 2006.

## التهم
ألقي القبض على دياب من قبل الشرطة الملكية الكندية (RCMP) في 13 نوفمبر 2008 بناء على طلب فرنسي لتسليمه للمحاكمة لدوره المزعوم في تفجير عام 1980 خارج كنيس في شارع كوبرنيك في باريس، حيث واجه اتهامات بالقتل ومحاولة القتل تتعلق بالتفجير الذي قتل فيه أربعة أشخاص وأصيب العشرات بجروح نتيجة انفجار حوالي 10 كيلوغرام (22 رطل) من المتفجرات المخبأة في سرج دراجة نارية متوقفة.
نفى دياب جميع التهم  وقال محاميه إن اعتقاله كان «خطأ في تحديد الهوية»، وأن دياب لم يدخل فرنسا في عام 1980،  وقال مستشار أطروحته لويس كريسبيرغ وهو باحث بارز في حل النزاعات،  إنه دياب لم يعرف عنه معاد للسامية بأي شكل من الأشكال، ووصف الخبر بأنه «غير موثوق به».

## القضية
بناءً على معلومات من وكالات استخبارات ألمانية زعمت السلطات الفرنسية أن دياب كان عضوًا في الجبهة الشعبية لتحرير فلسطين وهي جماعة مسؤولة عن الهجوم،  وشملت الأدلة التي تم الكشف عنها كجزء من قضية التسليم في أبريل 2009 رسمان للشرطة صُنعا بعد فترة من التفجير، وعينات من خط دياب بينما كان طالباً في جامعة سيراكيوز، حيث تمت مقارنة عينة من خط اليد وذكر أحد الخبراء الفرنسيين أن خط اليد كان بالتأكيد دياب، على الرغم من أنه محاولته تغيير الخط، وقال خبير فرنسي آخر إن دياب كان يمكنه كتابة بطاقة التسجيل.
في أكتوبر 2009 قدم محامي دياب إلى المحكمة الكندية عدة تقارير أعدها خبراء في كندا والولايات المتحدة وفرنسا والمملكة المتحدة، أبلغ المحامي المحكمة أن خبراء الاستخبارات كانوا على استعداد لشرح الفرق بين الأدلة والمخابرات و «السرية المتأصلة وعدم الكشف». علاوة على ذلك وصف خبراء الكتابة اليدوية بما في ذلك خبير بريطاني بارز الأدلة التي قدمتها السلطات الفرنسية بأنها «خاطئة بشكل واضح»،  وتم سحب الدليل عندما أظهر محامي دياب أن عينات خط اليد المقارنة المستخدمة لم تكتب بواسطة دياب.

## ما بعد ذلك
استشهد القانون الدولي وكذلك محامون آخرون (بمن فيهم دونالد باين، الذي عمل لصالح دياب)، بقضية دياب كمثال على عيوب قانون تسليم المجرمين في كندا. وفي مايو 2018 دعت منظمة العفو الدولية ورابطة كولومبيا البريطانية للحريات المدنية بشكل مشترك الحكومة الفيدرالية إلى بدء تحقيق شامل ومستقل في تسليم حسن دياب إلى فرنسا بما في ذلك سلوك المسؤولين الكنديين أثناء جلسات الاستماع. من جانبها ألمحت الحكومة الفيدرالية إلى أنها ستنظر في إجراء تغييرات على قانون تسليم المجرمين نتيجة الدروس المستفادة في قضية دياب.

## روابط خارجية
- موقع العدالة لحسن دياب
- مدونة أصدقاء حسن دياب
- 1980 قصف كنيس في باريس موقع Attentat de la rue Copernic wikipedia